# St. Charles, Illinois
St. Charles là một thành phố thuộc quận Kane, tiểu bang Illinois, Hoa Kỳ. Năm 2010, dân số của thành phố này là 32974 người.

## Dân số
Dân số qua các năm:
- Năm 2000: 27896 người.
- Năm 2010: 32974 người.